# Bogdan Suchodolski

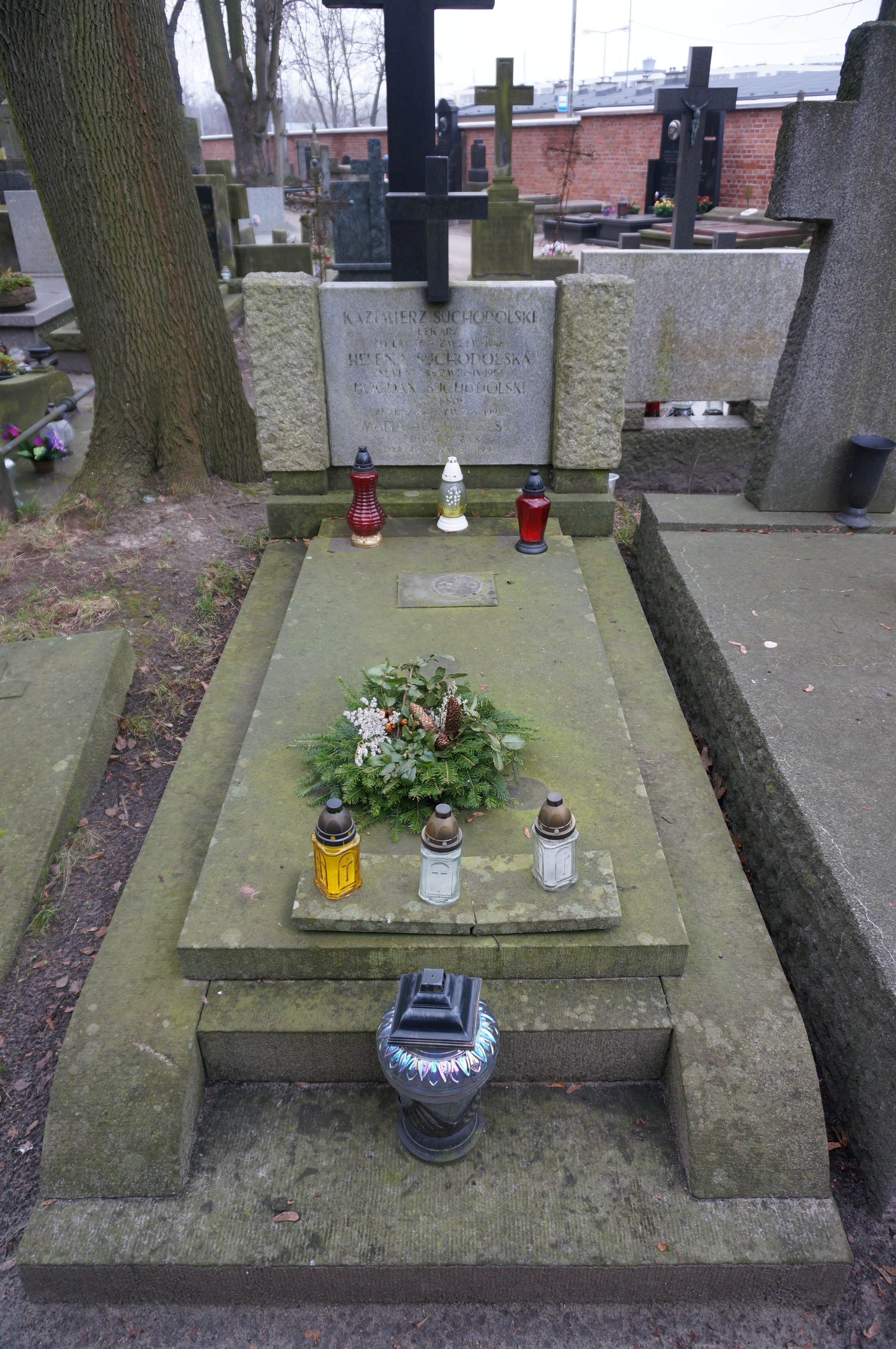
Grób Bogdana Suchodolskiego na cmentarzu Powązkowskim

Bogdan Suchodolski (ur. 27 grudnia 1903 w Sosnowcu, zm. 2 października 1992 w Konstancinie-Jeziornie) – polski filozof, historyk nauki i kultury, pedagog, od 1938 profesor Uniwersytetu Jana Kazimierza we Lwowie, od 1946 profesor Uniwersytetu Warszawskiego, w latach 1958–1974 dyrektor Zakładu Historii Nauki i Techniki Polskiej Akademii Nauk; poseł na Sejm PRL IX kadencji, członek Ogólnopolskiego Komitetu Frontu Jedności Narodu oraz Rady Krajowej PRON.

## Życiorys
Przed wojną był nauczycielem w I Gimnazjum Męskim im. Sowińskiego w Warszawie. Od 24 lipca 1938 był profesorem nadzwyczajnym pedagogiki na Wydziale Humanistycznym Uniwersytetu Jana Kazimierza we Lwowie. W latach 1946–1970 profesorem Uniwersytetu Warszawskiego, w latach 1958–1968 dyrektorem Instytutu Nauk Pedagogicznych na tym uniwersytecie.
Był członkiem PAU od 1946, a od 1952 PAN. W latach 1965–1970 pracował jako zastępca sekretarza naukowego Polskiej Akademii Nauk. W latach 1958–1974 przewodniczący Komitetu Nauk Pedagogicznych PAN. W czerwcu 1968 wszedł w skład Komitetu Honorowego obchodów 500. rocznicy urodzin Mikołaja Kopernika.
Od 20 grudnia 1982 przewodniczący Narodowej Rady Kultury, od 12 czerwca 1986 jej II kadencji. Od 1985 do 1989 poseł na Sejm (otworzył pierwsze obrady jako marszałek senior). W latach 1988–1990 był członkiem Rady Ochrony Pamięci Walk i Męczeństwa.
Doktor honoris causa Uniwersytetu w Berlinie, Uniwersytetu im. Łomonosowa w Moskwie, Uniwersytetu Padewskiego, Akademii Nauk Pedagogicznych w Berlinie, Wyższej Szkoły Pedagogicznej w Opolu, Uniwersytetu Śląskiego w Katowicach oraz Uniwersytetu Warszawskiego.
Autor prac naukowych z zakresu pedagogiki, historii nauki polskiej i filozofii.
Został pochowany na cmentarzu Powązkowskim (kwatera T-1-6).

## Księgozbiór profesora Bogdana Suchodolskiego
W 1993 Biblioteka Uniwersytetu Śląskiego otrzymała księgozbiór profesora Bogdana Suchodolskiego, który zgodnie z jego wolą został umieszczony w Czytelni Ogólnej. 10 kwietnia 1997 w czasie uroczystej sesji poświęconej profesorowi Czytelni Ogólnej nadano jego imię i odsłonięto tablicę pamiątkową.
W styczniu 2023 w bibliotece CINiBA prezentowano wystawę „Księgozbiór profesora Bogdana Suchodolskiego”. Wystawa podzielona została na cztery działy: „Kalendarium życia i działalności naukowej Bogdana Suchodolskiego”, „Biblioteka domowa”, „Darowizna księgozbioru”, „Opracowanie kolekcji w BUŚ”.

## Ważniejsze prace
- Wychowanie moralno-społeczne (1936)
- Uspołecznienie kultury (1937)
- Skąd i dokąd idziemy? Przewodnik po zagadnieniach kultury współczesnej (1943/1999), pierwsze wydanie pod pseudonimem R. Jadźwing.
- Dusza niemiecka w świetle filozofii (1947)
- Wychowanie dla przyszłości (1947/1968)
- O pedagogikę na miarę naszych czasów (1958)
- Narodziny nowożytnej filozofii człowieka (1963)
- Rozwój nowożytnej filozofii człowieka (1967)
- Trzy pedagogiki (1970)
- Komisja Edukacji Narodowej (1972)
- Problemy wychowania w cywilizacji współczesnej (1974)
- Komeński (1979)
- Kim jest człowiek?, tom 273 serii wydawniczej Omega, Warszawa 1974; Wiedza Powszechna, Warszawa 1985, s. 284, ISBN 83-214-0438-3.
Przekład: Bogdan Suchodolski: Co je člověk?. Praga: Mladá fronta, 1978, seria: Prameny, sv. 27. (cz.). Brak numerów stron w książce
- Wychowanie mimo wszystko (1990)

## Ordery, odznaczenia, wyróżnienia i nagrody
- Order Budowniczych Polski Ludowej (1984)[12]
- Order Sztandaru Pracy I klasy (dwukrotnie)
- Krzyż Komandorski Orderu Odrodzenia Polski[13]
- Krzyż Kawalerski Orderu Odrodzenia Polski (16 lipca 1954)[14]
- Medal 10-lecia Polski Ludowej (14 stycznia 1955)[15]
- Medal Komisji Edukacji Narodowej (1967)[16]
- Srebrny Wawrzyn Akademicki (5 listopada 1935)[17]
- Odznaka tytułu honorowego „Zasłużony Nauczyciel Polskiej Rzeczypospolitej Ludowej”
- Odznaka tytułu honorowego „Zasłużony dla Kultury Narodowej” (1987)[18]
- Odznaka honorowa Stowarzyszenia Bibliotekarzy Polskich (1968)[19]
- Odznaka honorowa Towarzystwa Łączności z Polonią Zagraniczną „Polonia” (1988)[20]
- Medal Sejmu PRL (1988)[20]
- Tytuł „Człowieka Roku” tygodnika „Perspektywy” (1988)[21]
- Tytuł członka honorowego Robotniczych Stowarzyszeń Twórców Kultury (1989)[22]
- Tytuł honorowego członka Towarzystwa Krzewienia Kultury Świeckiej (1988)[23]
- Nagroda państwowa II stopnia (22 lipca 1964 z okazji 20-lecia Polski Ludowej)[24].
- Nagroda im. Ludwika Waryńskiego (1986) za książkę Kim jest człowiek? (Wiedza Powszechna, wyd. I 1986)[25]
- Nagroda im. Włodzimierza Pietrzaka (1987)[26]
- Nagroda im. Tadeusza Boya-Żeleńskiego (nadana przez Towarzystwo Krzewienia Kultury Świeckiej w 1988)[27]
- Nagroda im. Tadeusza Kotarbińskiego (nadana przez (nadana przez Towarzystwo Krzewienia Kultury Świeckiej w 1989)[28]
- Honorowe obywatelstwo Sosnowca (1989)[29].